# Église Saint-Pierre-et-Saint-Paul de Rumenka
Pour les articles homonymes, voir Église Saint-Pierre-et-Saint-Paul.
L'église Saint-Pierre-et-Saint-Paul de Rumenka (en serbe cyrillique : Српска Православна црква Св. апостола Петра и Павла ; en serbe latin : Srpska Pravoslavna crkva Sv. apostola Petra i Pavla) est une église orthodoxe située à Rumenka, sur le territoire de la ville de Novi Sad, en Serbie. L'église, dont l'origine remonte au début du XVIIIe siècle, est inscrite sur la liste des monuments culturels de grande importance de la république de Serbie (Identifiant no SK 1111).

## Historique

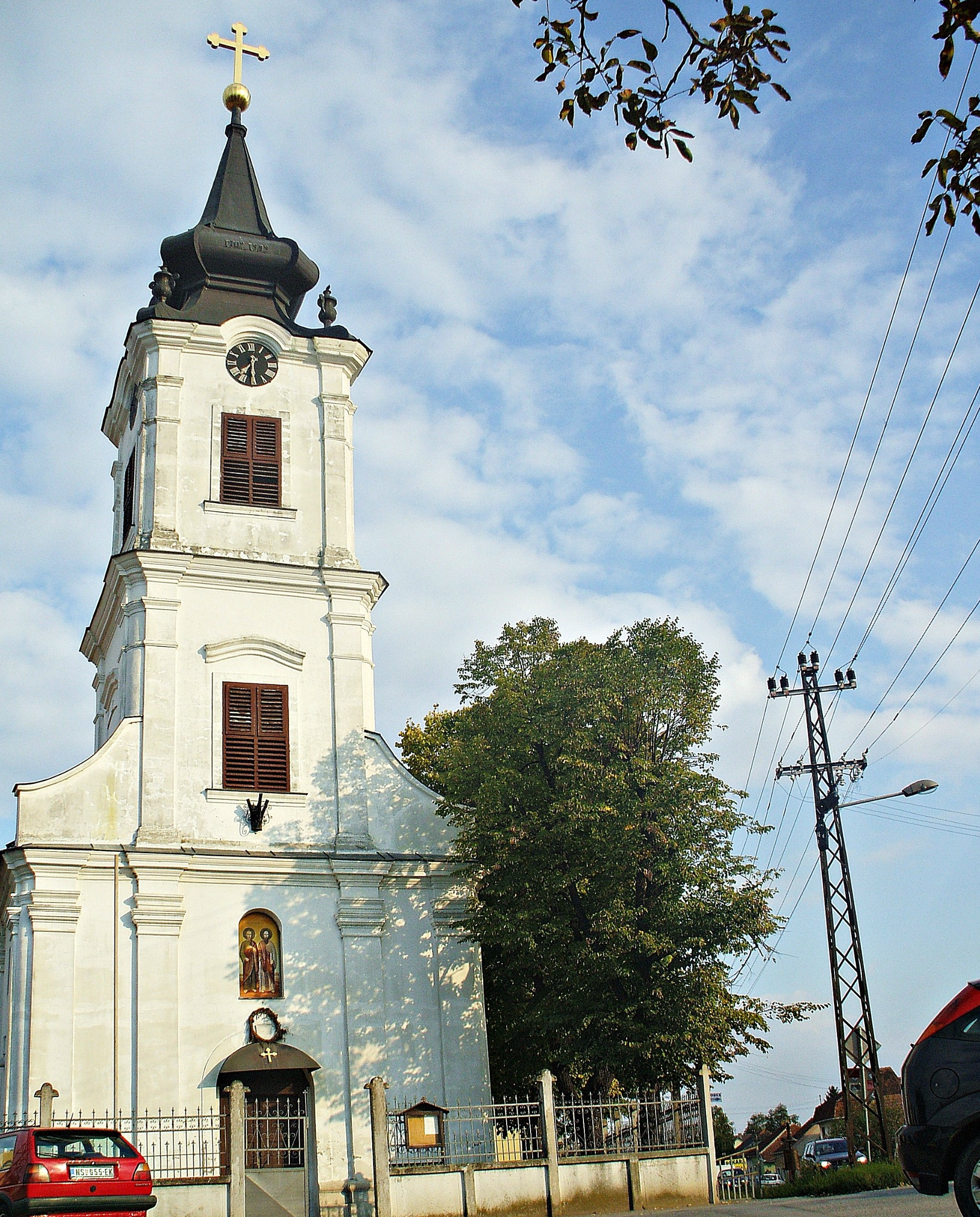
Vue de la façade

Selon les auteurs, l'église Saint-Pierre-et-Saint-Paul a été construite en 1702 ou 1704. En tout cas, par son style, elle rappelle les églises de Voïvodine construites dans la première moitié du XVIIIe siècle.

## Architecture
Elle est constituée d'une nef unique prolongée par une abside demi-circulaire de même largeur que la nef. La façade est ornée de quatre pilastres encadrant l'entrée principale deux à deux ; constituée de trois niveaux, elle est dominée par une tour-clocher surmontée d'un bulbe et d'une croix, ce qui en accentue la verticalité ; sur le plan horizontal, elle est rythmée par des corniches moulurées ; le second niveau est flanqué de pignons en forme de volutes.

## Iconostase et fresques
L'iconostase a été sculptée par Josif Kistner et Josif Lukić et peinte par Pavle Simić en 1859 ; Simić est également l'auteur des fresques de la voûte.

## Restauration
L'église a été restaurée en 1995, 1996 et 2002.